# Buczyny (przystanek kolejowy)
Buczyny – zlikwidowany przystanek kolejowy w Buczynach na linii kolejowej nr 365 Stary Raduszec – Bad Muskau, w powiecie żarskim, w województwie lubuskim, w Polsce.